# Silene occidentalis
Silene occidentalis là loài thực vật có hoa thuộc họ Cẩm chướng. Loài này được S. Watson miêu tả khoa học đầu tiên năm 1875.